# Marco Vitelli
Marco Vitelli (ur. 4 kwietnia 1996 w Atessie) – włoski siatkarz, grający na pozycji środkowego, reprezentant kraju.
We wrześniu w 2015 roku brał udział w Mistrzostwach Świata Juniorów, w których reprezentacji Włoch zajęła 5. miejsce.

## Sukcesy klubowe
Superpuchar Włoch:
- 2014

Liga Mistrzów:
- 2016

Puchar Challenge:
- 2018

Liga włoska:
- 2024[4]

## Sukcesy reprezentacyjne
Letnia Uniwersjada:
- 2021[5]

## Statystyki zawodnika w sezonie 2021/2022

### Rankingi
| Ranking     | Miejsce | Liczba               |
| ----------- | ------- | -------------------- |
| blokujący   | 4.      | 56 bloków punktowych |
| zagrywający | 21.     | 25 asów              |
| atakujący   | 71.     | 83 punktów           |